# Jaime Jordán
Jaime Jordán, en valenciano Jaume Jordà, (Alcoy, c. 1640 - Valencia, 17 de septiembre de 1722) fue un religioso agustino e historiador eclesiástico español. 

## Biografía
Nacido en Alcoy, profesó en el convento de San Agustín de Valencia y obtuvo los grados de doctor y maestro en Teología.  Fue dos veces rector y regente de estudios del colegio San Fulgencio de Valencia y sucesivamente prior de los conventos del Socorro de Valencia y del de Castellón.  
"Sujeto muy aficionado a la Historia y bastante instruido en las cosas de la Orden", fue nombrado cronista de los agustinos en el reino de Aragón.

## Obras
Sus escritos fueron calificados por la crítica moderna como poco rigurosos en la redacción de los primeros siglos de la historia de los agustinos: la credibilidad que dio a los falsos cronicones de Jerónimo Román de la Higuera y de Juan Gaspar Roig le llevó a recoger como ciertos lo que no eran más que leyendas, tradiciones infundadas y suposiciones gratuitas, aunque su obra se considera cargada de erudición e información y básica para conocer la historia de los agustinos en Valencia, Aragón, Cataluña y Baleares.
Dejó escritos:
- Regla de San Agustín, sus excelencias, su aprobación y religiones que la profesan (Valencia, 1699 y 1761);
- Historia de la Provincia de la Corona de Aragón de la sagrada Orden de Ermitaños de Nuestro P. S. Agustín (Valencia, 1704-1712, 3 vols.);
- Historia de la Orden de San Agustín en la Provincia de Mallorca (1712);
- Flos Sanctorum Augustiniano (inédita);
- Respuesta apologética sobre la antigüedad de dos gravísimas religiones agustiniana y seráfica (inédita);
- Noticias de todas las órdenes que han profesado y las que aún profesan la Regla de San Agustín (inédita).